# Власенко, Сергей Платонович
Сергей Платонович Власенко (1909—1944) — старший сержант Рабоче-крестьянской Красной Армии, участник Польского похода РККА и Великой Отечественной войны, Герой Советского Союза (1944).

## Биография
Сергей Власенко родился 26 июня 1909 года в селе Яблонево (ныне — Оржицкий район Полтавской области Украины) в крестьянской семье. Учился в неполной средней школе, затем работал грузчиком на мельнице в Миргороде. В 1939 году Власенко был призван на службу в Рабоче-крестьянскую Красную Армию. Участвовал в Польском походе РККА. С 1942 года — на фронтах Великой Отечественной войны. Принимал участие в боях на Брянском, Центральном и 1-м Белорусском фронтах. К июню 1944 года гвардии старший сержант Сергей Власенко командовал орудием 280-го гвардейского истребительно-противотанкового артиллерийского полка 3-й гвардейской истребительно-противотанковой артиллерийской бригады 65-й армии 1-го Белорусского фронта. Отличился во время Белорусской операции.
27 июня 1944 года у села Сичково к юго-западу от Бобруйска Власенко, несмотря на вражеский миномётный, артиллерийский и пулемётный обстрел, выкатил на открытую огневую позицию своё орудие и открыл огонь по противнику, уничтожив 5 автомашин и несколько десятков вражеских солдат и офицеров. 29 июня он вместе с передовым отрядом переправился через Свислочь в районе деревни Лапичи Осиповичского района Могилёвской области Белорусской ССР и захватил плацдарм. В ходе отражения контратаки немецких войск он подбил немецкий танк, а затем связкой гранат уничтожил ещё один, получив при этом ранение. Заметив замаскированное вражеское орудие, он, несмотря на рану, вернулся к своему орудию и уничтожил его. В тот день отряд отбил 8 контратак противника, уничтожив более 70 вражеских солдат и офицеров.
Указом Президиума Верховного Совета СССР от 22 августа 1944 года за «образцовое выполнение боевых заданий командования и проявленные при этом мужество и героизм» гвардии старший сержант Сергей Власенко был удостоен высокого звания Героя Советского Союза с вручением ордена Ленина и медали «Золотая Звезда».
В сентябре 1944 года Власенко получил тяжёлое ранение и был отправлен в полевой госпиталь, где погиб во время налёта немецкой авиации 22 сентября.
Был также награждён орденом Отечественной войны 2-й степени и рядом медалей. В честь Власенко названа улица в его родном селе. В Миргороде на аллее Славы установлен бюст Власенко.